# Hipoestèsia
La hipoestèsia tàctil o, simplement, hipoestèsia, és un efecte secundari comú de diverses afeccions mèdiques que es manifesta com una sensació de tacte o sensació reduïda ("pell adormida"), o una pèrdua parcial de sensibilitat als estímuls sensorials.
La hipoestèsia és el resultat principalment de danys als nervis (habitualment els perifèrics), a vegades ocasionats per isquèmia (una falta d'aportació de sang als teixits, inclosos els nervis, a resultes d'obstruccions dels vasos sanguinis), però també pot ser degut per lesions en la medul·la espinal o al tàlem. Alguns malalties poden causar hipoestèsia com a efecte secundari com els següents:
- Síndrome de descompressió
- Schwannoma trigeminal
- Rombencefalitis
- Tuberculoma extramedular intradural de la medul·la espinal
- Trastorn sensorial cutani
- Beriberi

El tractament de la hipoetèsia té com a objectiu dirigir-se a les malalties que han causat l'efecte secundari de la pèrdua de sensacions.